# Dąbie (zajezdnia autobusowa)
Dąbie – jedna z czterech zajezdni obsługujących autobusy miejskie w Szczecinie. Należy do Szczecińskiego Przedsiębiorstwa Autobusowego „Dąbie”. Znajduje się przy ul. Andrzeja Struga 10 na osiedlu Dąbie.

## Historia
Zajezdnię autobusową przy ulicy Struga oddano do użytku w 1978 r. Umożliwiła ona odciążenie zajezdni Klonowica, która dotychczas obsługiwała linie na Prawobrzeżu Szczecina, co wiązało się z długimi dojazdami autobusów. Oprócz hali postojowej wybudowano warsztaty, myjnię, budynki biurowe i magazynowe, stację paliw, stołówkę oraz przychodnię lekarską dla pracowników.
1 listopada 1999 r. ze struktur MZK Szczecin wydzielono Szczecińskie Przedsiębiorstwo Autobusowe „Dąbie” wraz z zajezdnią autobusową Dąbie.

## Tabor

### Współcześnie
| Zdjęcie        | Typ                           | Liczba | Początek eksploatacji |
| -------------- | ----------------------------- | ------ | --------------------- |
|                | Mercedes Benz O530 Citaro FL  | 2      | 2021                  |
|                | Mercedes Benz O530G Citaro    | 5      | 2014                  |
|                | Mercedes Benz O530G Citaro FL | 15     | 2020                  |
|                | Solaris Urbino 12 III         | 15     | 2008                  |
|                | Solaris Urbino 12 IV          | 15     | 2017                  |
|                | Solaris Urbino 12 III Hybrid  | 1      | 2013                  |
|                | Solaris Urbino 18 III         | 40     | 2009                  |
|                | Solaris Urbino 18 IV          | 12     | 2017                  |
|                | Solaris Urbino 18,75 III      | 1      | 2013                  |
| Łączna liczba: |                               | 108    |                       |

### Dawniej
| Zdjęcie | Model                     | Lata produkcji         |
| ------- | ------------------------- | ---------------------- |
|         | Autosan H6-20             | 1996                   |
|         | Ikarus 280.26             | 1981-1984, 1989-1992   |
|         | Jelcz 120MM/1             | 1996, 1997             |
|         | Jelcz L11                 | 1989                   |
|         | Jelcz M11                 | 1985-1990              |
|         | Jelcz M121M               | 1996                   |
|         | MAN NG262                 | 1997, 1998             |
|         | MAN NG272                 | 1992-1994, 1997        |
|         | MAN NG312                 | 1995, 1998             |
|         | MAN NG313                 | 2001, 2003             |
|         | MAN NG313 Lion’s City G   | 2006                   |
|         | MAN NL202                 | 1992, 1993             |
|         | MAN NL222                 | 1995                   |
|         | MAN NL223                 | 2002                   |
|         | MAN NL252                 | 1995                   |
|         | MAN NL262                 | 1996, 1997, 1999, 2000 |
|         | MAN NL263                 | 2001                   |
|         | MAN NL313                 | 2004                   |
|         | MAN NL363 Lion’s City     | 2005                   |
|         | Mercedes-Benz O530 Citaro | 2003, 2004, 2005       |
|         | Neoplan N4011NF           | 1997, 1998             |
|         | Neoplan N4411             | 2004                   |
|         | Solaris Urbino 12 II      | 2004, 2005             |
|         | Volvo 7700                | 2006                   |
|         | Volvo 7700A               | 2007                   |
|         | Volvo B10MA               | 1998                   |